# Ivo-Valentino Tomaš
Ivo-Valentino Tomaš (* 28. Juli 1993 in Split; † 31. Dezember 2019 in Baška Voda) war ein kroatischer Fußballspieler.

## Karriere
2007 begann Tomaš seine Fußballkarriere in seinem Jugendverein Hajduk Split. 2012 rückte er in den Profibereich auf. 2013 konnte er mit seinem Verein den Kroatischen Pokal gewinnen. Er bestritt insgesamt 7 Spiele für seinen Verein.
Im Sommer 2015 wechselte Tomaš zum deutschen Regionalligisten VfB Oldenburg. Nach nur einem Jahr verließ er den Verein wieder.

## Tod
Am frühen Morgen des 31. Dezember 2019 beging Tomaš Suizid.

## Erfolge
- Kroatischer Pokalsieger: 2013